# USS St. Lo (CVE-63)
Pour les autres navires du même nom, voir USS Midway.

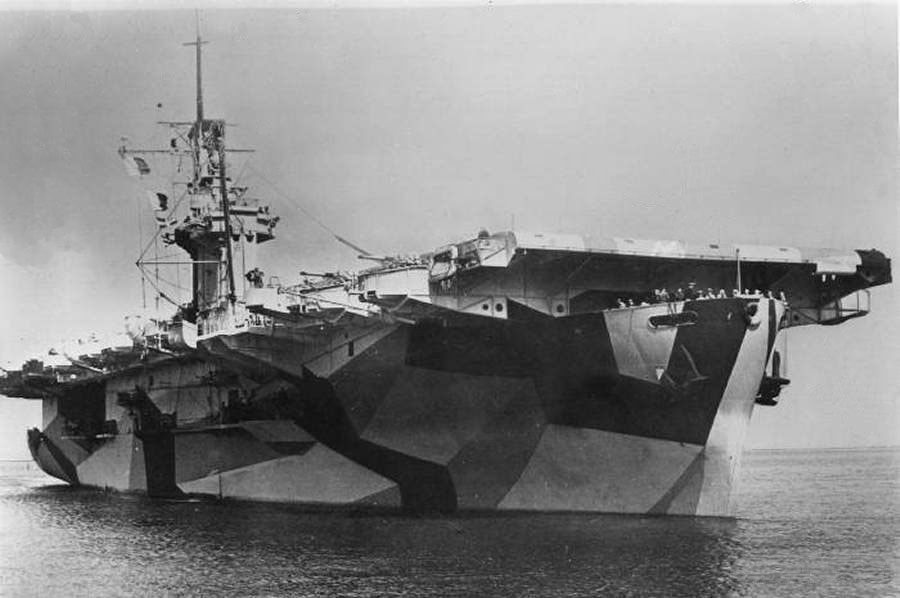
Le St. Lo

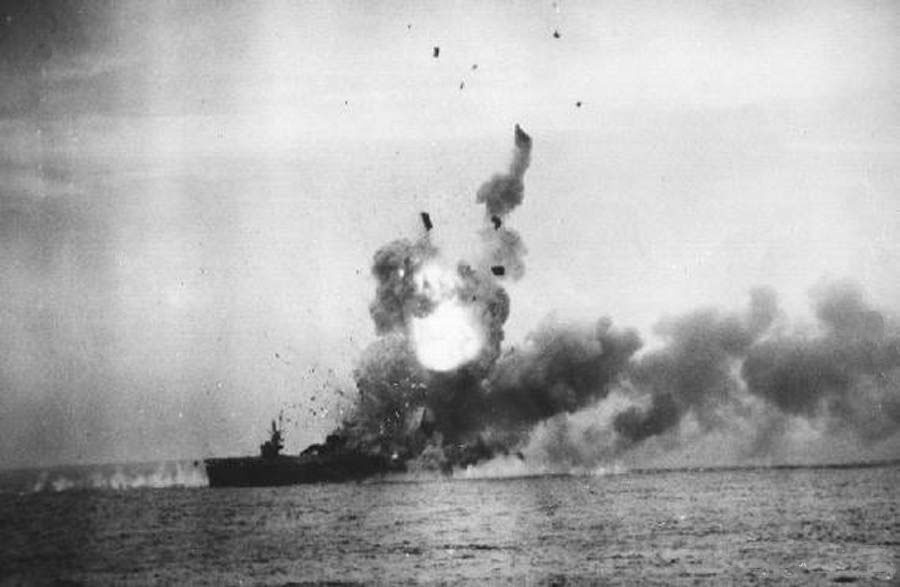
Onze minutes après que le navire a été frappé par le kamikaze, les soutes du St. Lo explosent pour la deuxième fois, l'entraînant ainsi au fond de l'océan Pacifique

L’USS St. Lo (CVE–63) était un porte-avions d'escorte de la classe Casablanca de l'US Navy durant la Seconde Guerre mondiale. 
Mis sur cale le 23 janvier 1943 aux chantiers de Chapin Bay et nommé Midway (le 3 avril 1943), il fut lancé le 17 août 1943 et entra en service le 23 octobre 1943 sous le commandement du capitaine de vaisseau F. J. McKenna. Il fut renommé St. Lo le 10 octobre 1944 en mémoire de la dure bataille que les Américains livrèrent dans cette ville lors de la bataille de Normandie
Le 25 octobre 1944, lors de la bataille du golfe de Leyte après avoir été la cible du cuirassé Nagato qui le manqua, le  St. Lo devint le premier navire de guerre important coulé par une attaque kamikaze, sans doute par le pilote japonais Yukio Seki.

## Source
- (en) Cet article est partiellement ou en totalité issu de l’article de Wikipédia en anglais intitulé « USS St. Lo (CVE-63) » (voir la liste des auteurs).